# 荒田
荒田（こうでん）とは、見作田の反対でその年に耕作されていない土地であり、古代・中世において、熟田であった田が何らかの理由（洪水などの自然災害や、用水施設の維持管理の困難さ）をもって耕作が放棄されて荒廃した田地を指す。
これに対して未開地（未墾地）は荒地、災害によって一時的に利用が困難となった土地は損田と呼ばれて区別されている。

## 概要
荒田の発生原因には様々な原因があるが、大きく分けると地味の乏しさなど土地本来の条件による場合と洪水による荒廃（「河成（かわなり）」）などの自然災害に由来するものに分けることが出来る。
彌永貞三の研究によれば、律令制においては荒廃田・不堪佃田（ふかんでんでん）などとも呼ばれ、荒廃して3年未満の荒田は年荒（ねんこう）・それ以上のものは常荒（じょうこう）とに区分されている。田令29条によれば、常荒田については、官司への申請を経た上で希望者に借佃・賃租し（令では、公田6年・私田3年。前者の場合は官＝国家、後者の場合は荒廃以前の田主に返還することになっていた）、公田の場合は借佃人の口分田が不足していた場合に、借佃地の分を充てることができるようになっていた。だが、この規定による再開墾は進まなかったようであり、9世紀以降、荒廃田の借佃人にさまざまな特典を付けて再開発を奨励して土地の維持を図っている。例えば、天長元年（824年）8月の太政官符によると、「常荒田」を再開墾したものの一身の間の用益を許し、開発申請後の6年間の租を免じている（ただし、公功を加えて造られた池・溝・堰などによる用水＝公水の利用は認めていない）。貞観12年（872年）12月には、「諸国の荒田」について、再開墾申請者が6年以内で死亡した場合には、その子孫がその後の6年は再開墾することを許している。この規定は民部省式上にも継承されている。
平安時代に入ると、荘園の拡大によって租税の徴収が困難になった国司がそうした土地を荒田として届け出る例があった。後に有力な農民や土着した在庁官人などがこの規定を利用して荒田の再開発に乗り出し、私領するようになる（在地領主制）。
更に中世に入ると、名田の成立や国衙や荘園領主による環境整備を伴った「浪人」導入によって荒田に対する積極的な開墾が見られるようになる。その一方で農業生産性の低い土地では、連作が不可能なために人為的に耕作と休耕を繰り返す土地利用も現れたこうした土地を片荒（かたあらし）と呼んだ。片荒による休耕地は放牧地などとして用いられたが、こうした土地に再度鍬を入れて農地として回復させる荒田打（あらたうち）を行うことは困難であった。このため、荒田打を行った土地は新田に準じた権利を認められる場合もあった。
＊かつて「かたあらし」は休耕と現作を一年交互にくりかえす田だとされたが、そのような農法はどこにも存在しない。一年の半分を休む一毛作田をさす。 